# Stefania (nummer)
Stefania is een nummer uit 2022 van de Oekraïense folk-rapgroep Kalush Orchestra. Het lied vertegenwoordigde Oekraïne op het Eurovisiesongfestival 2022 en was ook de winnaar van die editie. Op 20 mei 2022 behaalde het een 38e plek in de Top 40.

## Achtergrond
Het lied is een ode aan de moeder, waarbij de verteller in het lied spreekt over goede herinneringen aan zijn moeder. Het nummer vertelt in eerste instantie hoeveel zijn moeder ouder is geworden en roept een nostalgisch verleden op. Daarna vertelt het lied over de ontberingen van een moeder, waarbij de verteller zich realiseert hoeveel zijn moeder voor hem heeft gedaan. Een 'slaapliedje' aan het einde van elk rapvers brengt de verteller terug naar het moment waarop hij door zijn moeder werden opgevangen.

## Eurovisiesongfestival
Stefania was in februari 2022 een van de acht deelnemende nummers aan Vidbir, de Oekraïense voorronde voor het Eurovisiesongfestival. Kalush Orchestra werd derde bij de vakjury, maar door overweldigend de televoting te winnen (49% van de totale stemmen) eindigden zij uiteindelijk op de tweede plaats, achter winnares Alina Pasj. Nadat Pasj zich later terugtrok, kreeg de groep uiteindelijk toch de kans om naar het Eurovisiesongfestival te gaan. Het was de derde keer op rij dat een volledig in het Oekraïens gezongen lied werd geselecteerd om het land te vertegenwoordigen op het Eurovisiesongfestival, maar de tweede keer op rij om daadwerkelijk naar het evenement te trekken.
Het nummer werd goed onthaald en stond lang bovenaan de lijsten van de bookmakers. Na het begin van de Russische invasie van Oekraïne kreeg Kalush Orchestra zelfs een favorietenrol. Verwacht werd dat Europa als steunbetuiging massaal op Oekraïne zou stemmen en dat gebeurde ook: Stefania won het Eurovisiesongfestival uiteindelijk met 631 punten. Het was destijds de derde Oekraïense songfestivalzege.
1956: Refrain · 
1957: Net als toen · 
1958: Dors, mon amour · 
1959: 'n Beetje · 
1960: Tom Pillibi · 
1961: Nous les amoureux · 
1962: Un premier amour · 
1963: Dansevise · 
1964: Non ho l'età · 
1965: Poupée de cire, poupée de son · 
1966: Merci, chérie · 
1967: Puppet on a string · 
1968: La la la · 
1969: Un jour, un enfant, De troubadour, Vivo cantando, Boom bang-a-bang · 
1970: All kinds of everything · 
1971: Un banc, un arbre, une rue · 
1972: Après toi · 
1973: Tu te reconnaîtras · 
1974: Waterloo · 
1975: Ding-a-dong · 
1976: Save your kisses for me · 
1977: L'oiseau et l'enfant · 
1978: A-ba-ni-bi · 
1979: Hallelujah · 
1980: What's another year · 
1981: Making your mind up · 
1982: Ein bißchen Frieden · 
1983: Si la vie est cadeau · 
1984: Diggi-loo diggi-ley · 
1985: La det swinge · 
1986: J'aime la vie · 
1987: Hold me now · 
1988: Ne partez pas sans moi · 
1989: Rock me · 
1990: Insieme: 1992 · 
1991: Fångad av en stormvind · 
1992: Why me? · 
1993: In your eyes · 
1994: Rock 'n' roll kids · 
1995: Nocturne · 
1996: The voice · 
1997: Love shine a light · 
1998: Diva · 
1999: Take me to your heaven · 
2000: Fly on the wings of love · 
2001: Everybody · 
2002: I wanna · 
2003: Everyway that I can · 
2004: Wild dances · 
2005: My number one · 
2006: Hard rock hallelujah · 
2007: Molitva · 
2008: Believe · 
2009: Fairytale · 
2010: Satellite · 
2011: Running scared · 
2012: Euphoria · 
2013: Only teardrops · 
2014: Rise like a phoenix · 
2015: Heroes · 
2016: 1944 · 
2017: Amar pelos dois · 
2018: Toy · 
2019: Arcade · 
2021: Zitti e buoni · 
2022: Stefania · 
2023: Tattoo · 
2024: The code